# Pupping
Pupping är en ort och kommun  i Österrike. Den ligger i distriktet Eferding i förbundslandet Oberösterreich, 180 kilometer väster om huvudstaden Wien.
Kommunen består av 16 orter (Ortschaften) (inom parentes invånarantal 1 januari 2024):

- Auhof (21)
- Altau (22)
- Au bei Brandstatt (61)
- Au bei hohen Steg (62)
- Brandstatt (111)
- Friedlau (8)
- Gstaltenhof (6)
- Gstöttenau (184)
- Leumühle (306)
- Oberschaden (187)
- Pupping (134)
- Goldenberg (44)
- Taubenbrunn (106)
- Unterschaden (111)
- Waschpoint (249)
- Wörth (180)